# Estación de Maisons-Alfort - Les Juilliottes
La estación de Maisons-Alfort - Les Juilliottes es una estación del metro de París situada en la comuna de Maisons-Alfort, al sur de la capital. Pertenece a la línea 8.

## Historia
Fue inaugurada el 27 de abril de 1972 convirtiéndose así en terminal de la línea hasta el 24 de septiembre de 1973
Situada en Maisons-Alfort, debe su nombre al barrio de Les Juilliottes.

## Descripción
Se compone de tres vías y de dos andenes, ordenados de la siguiente forma: v-a-v-a-v.
Su diseño se aleja del habitual ya que no dispone ni de bóveda ni de los clásicos azulejos blancos biselados. Muestra un techo plano y unas paredes verticales adornadas con azulejos amarillos colocados en diagonal. La iluminación corre a cargo de un entramado de estructuras cuadradas que sobrevuelan los andenes. La señalización por su parte combina fondos marrones con letras amarillas, aunque éste no es un diseño único ya que más estaciones de la red lo emplean.  